# Château de Pont-Muzard
Le château de Pont-Muzard (ou château de Pontmuzard) est un édifice historique, attesté depuis le XVe siècle, situé sur la commune de Plélan-le-Grand, dans le département français d'Ille-et-Vilaine.
Bien qu'ayant subi des transformations au début du XXe siècle, il conserve des bâtiments du XVIIe siècle et une intéressante tour d'escalier à encorbellement dans l'angle sud-est. Ses murs sont composés de schistes, de grès, de moellon sans chaîne en pierre de taille en appareil mixte. Ses toits sont en ardoises.
L'édifice est inscrit à l'inventaire général du patrimoine culturel.

## Toponymie

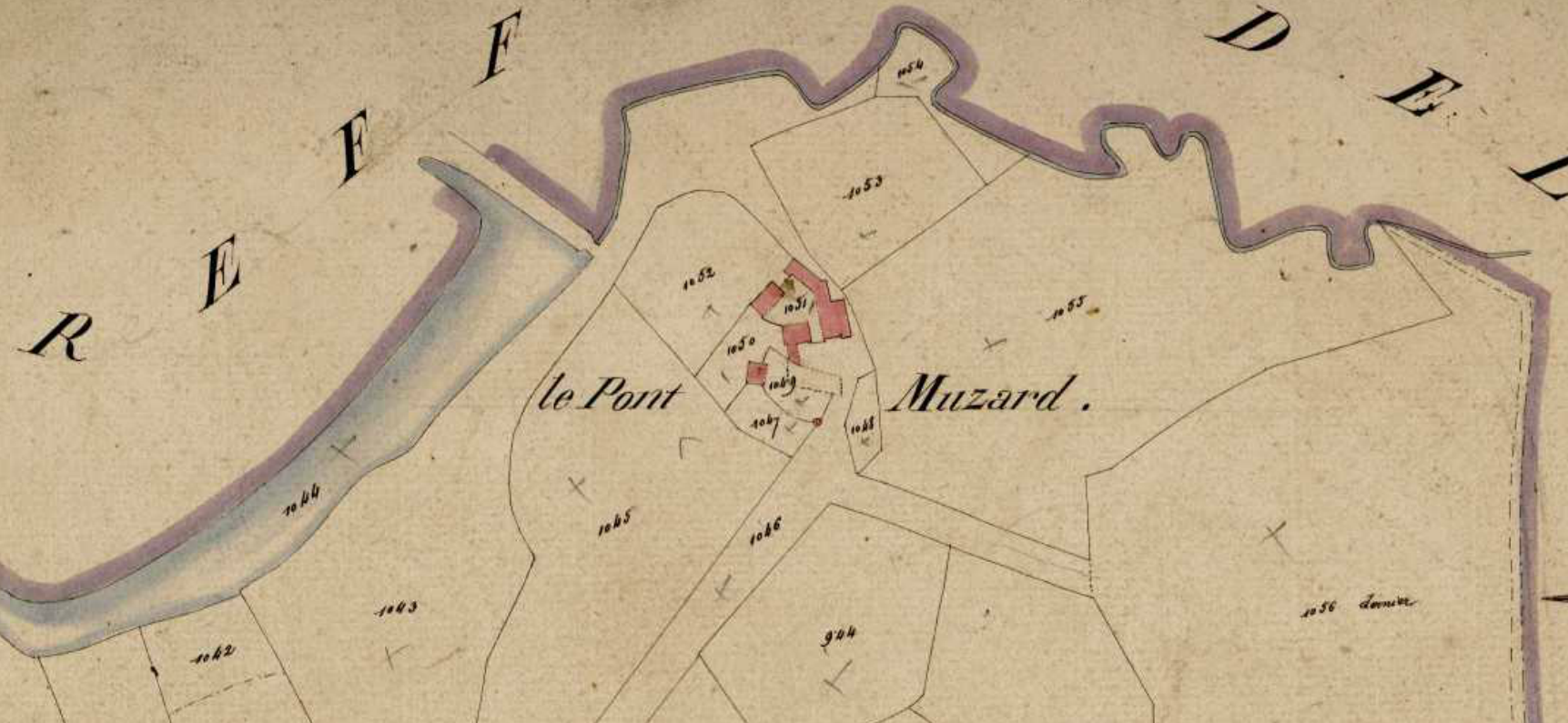
Pont-Muzard sur le cadastre napoléonien de 1823

La présence du Pont-Muzard situé dans les hauteurs du ruisseau de la chèze dans la vallée de la Roca, explique une partie du nom.
L'origine de Muzard ou Massard est plus incertaine. Ce pourrait être une aphérèse de Thomas. On peut également y retrouver le vieux français musser qui signifie cacher, dissimuler.
On retrouve la toponymie du domaine mentionnée sous diverses formes : Pont-Mussart, Pontmussart, Pontmassart, Pont-Messart, Pont Mezard, Pont-Muzard, Pontmuzart, Pont Muzart, Pontmazard

## Propriétaires et seigneurs de Pont-Muzard
En 1403, Jean Pasquier du Rheu épouse Perrine du Pontmuzart.
En 1480, Arthur de Pontmuzart, seigneur de la Chaussée-à-Bruc épouse Marguerite du Bruc avec qui il aura une fille, Olive de Pontmuzard.
Famille Touet (ou Thouet) (XVe - XVIIe)
- Dans la réformation des fouages de 1427[5], Geoffroi Touet et la mère de sa femme demeurent en l'hôtel de Pontmusart[6]
- Gilles Touaut en 1543[7]
- Jeanne Thouet, dame de Pontmuzart en 1624[8]

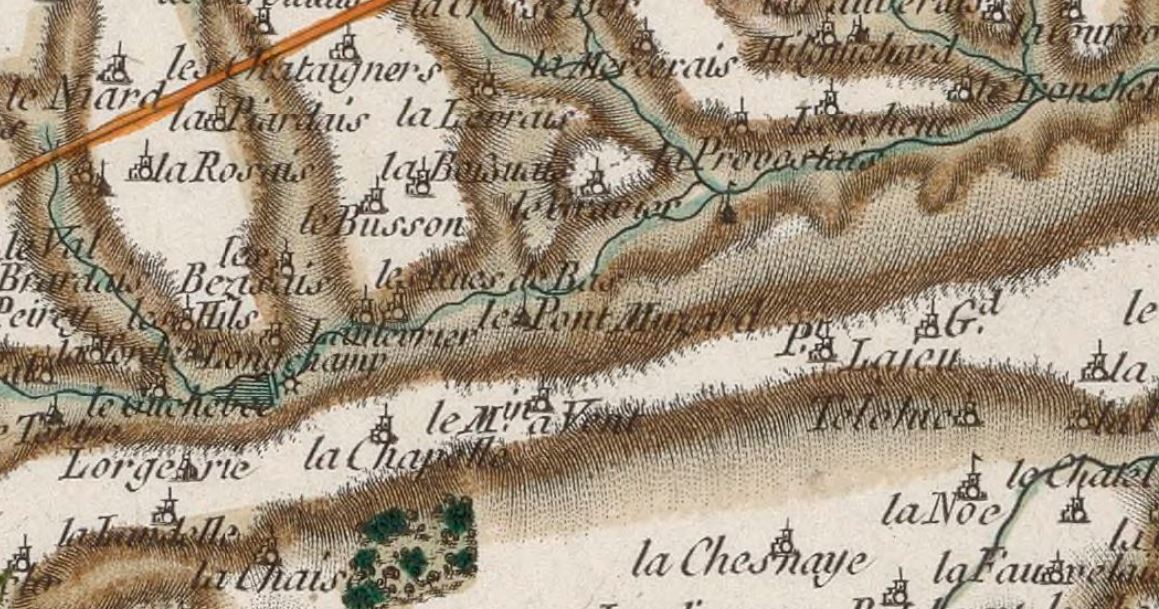
Pont-Muzard sur la carte de Cassini vers 1785

Famille de La Motte du Portail (ou de Lamotte du Portal) (XVIIe - XVIIIe)
- Guillaume de la Motte du Portail en 1685[9],[10]
- Cyprien Lambert de la Motte du Portail en 1718[11],[12]
- Cyprien Julien de la Motte du Portail en 1781[13]
- Guillaume Louis de la Motte du Portail en 1790[14]

Famille Guyet du Teil
Entre les deux guerres, la famille de Porcaro est propriétaire du domaine.
En 1937, la vicomtesse A. de Ferron habite au château de Pont-Muzard.
Le sculpteur Maurice Bastide du Lude en fut également propriétaire.

## Galerie

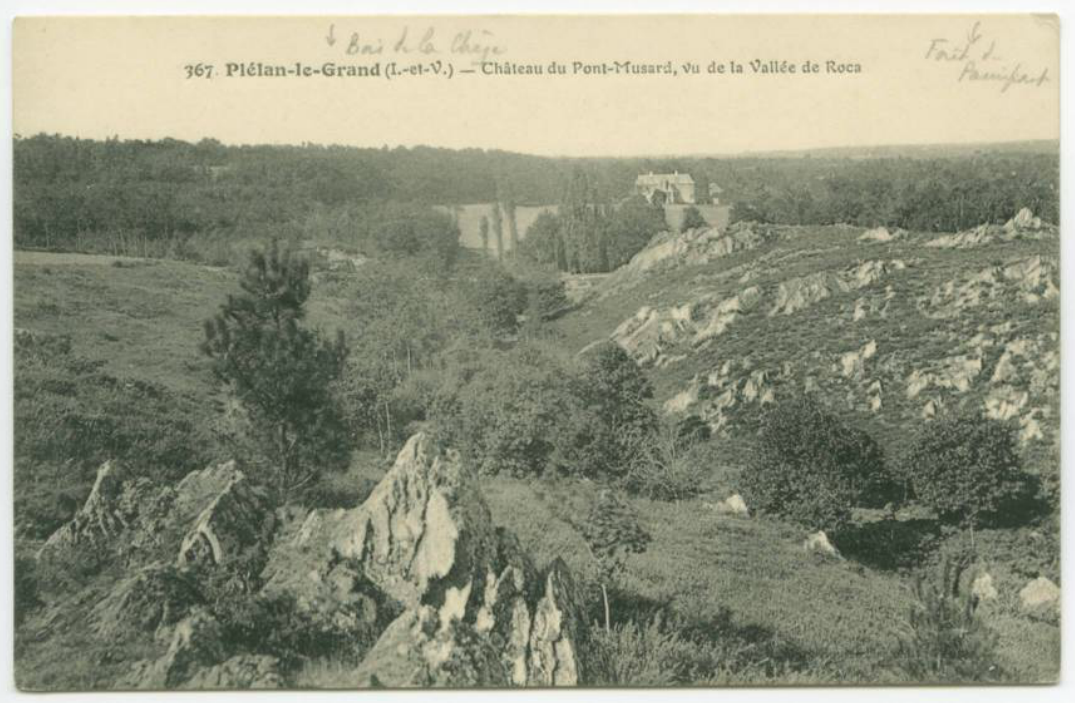
Château de Pont-Musard, vue de la Vallée de la Roca
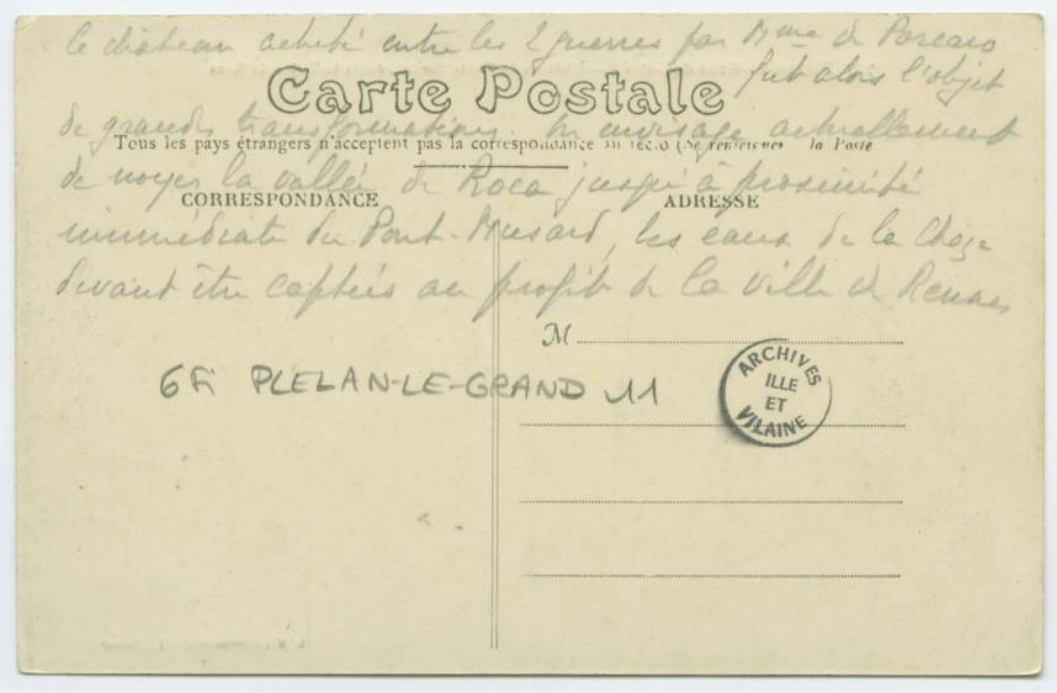
Note sur PontMuzard
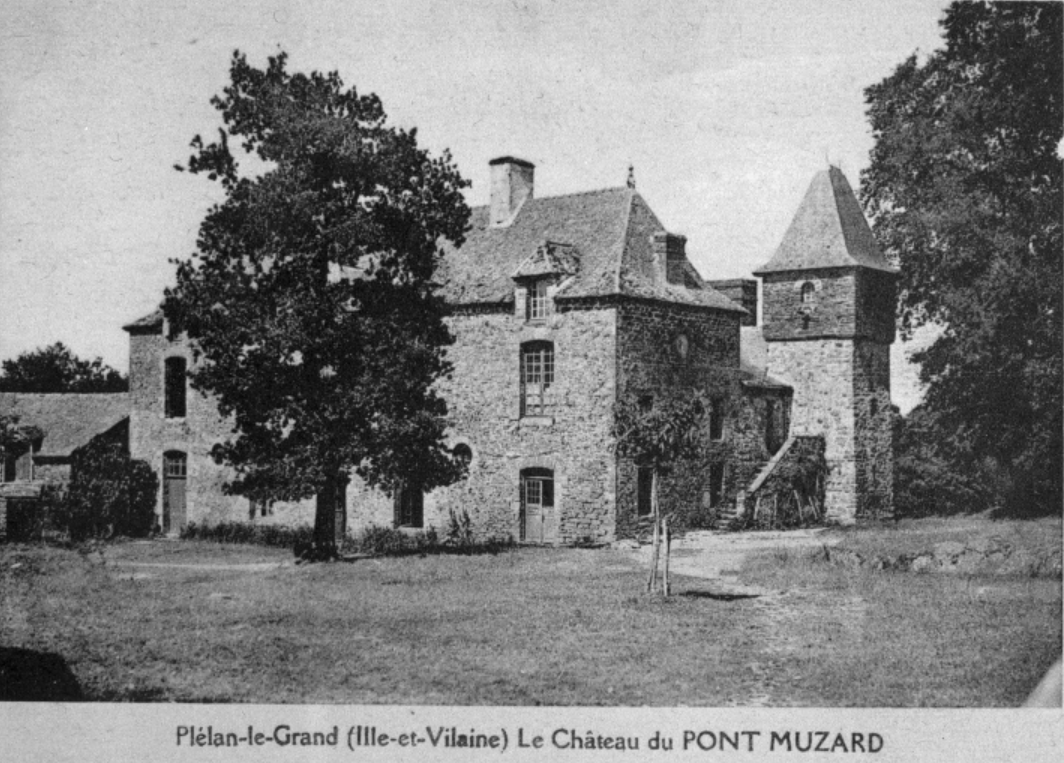
Carte postale de Pont-Muzard (façade ouest)
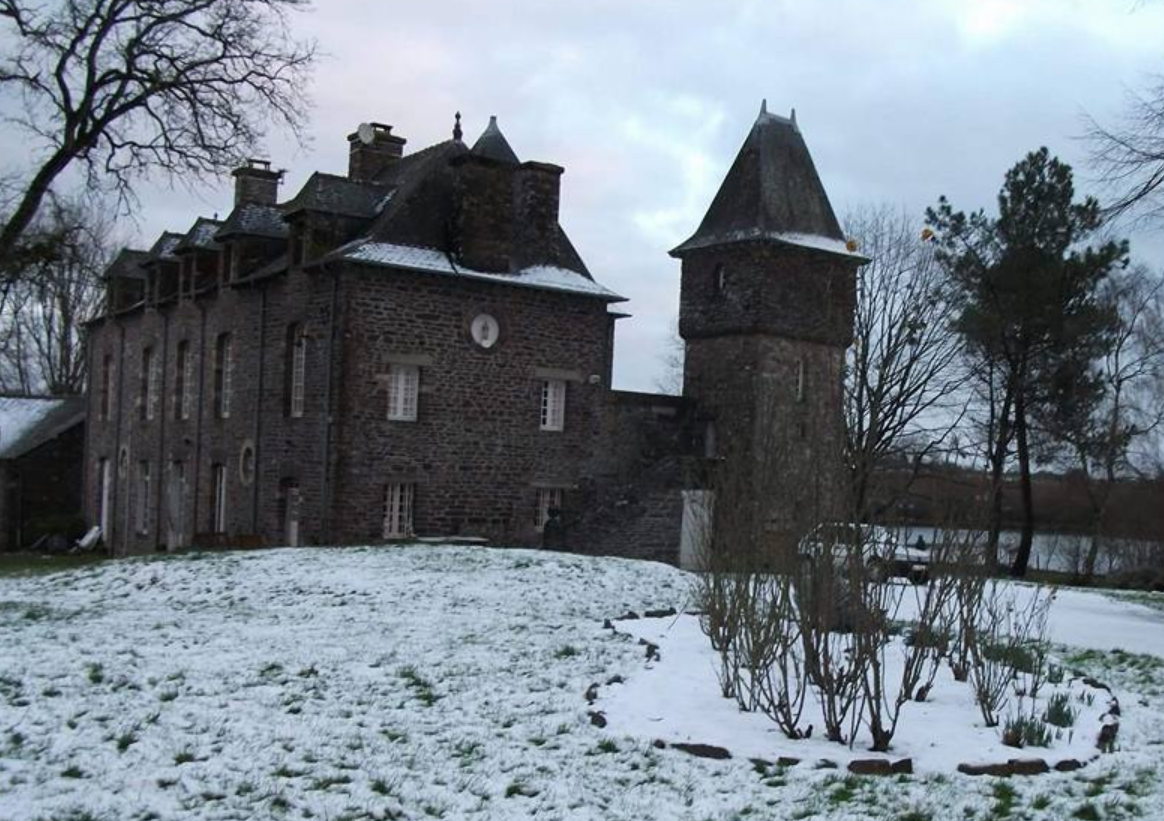
Château de Pont-Muzard sous la neige
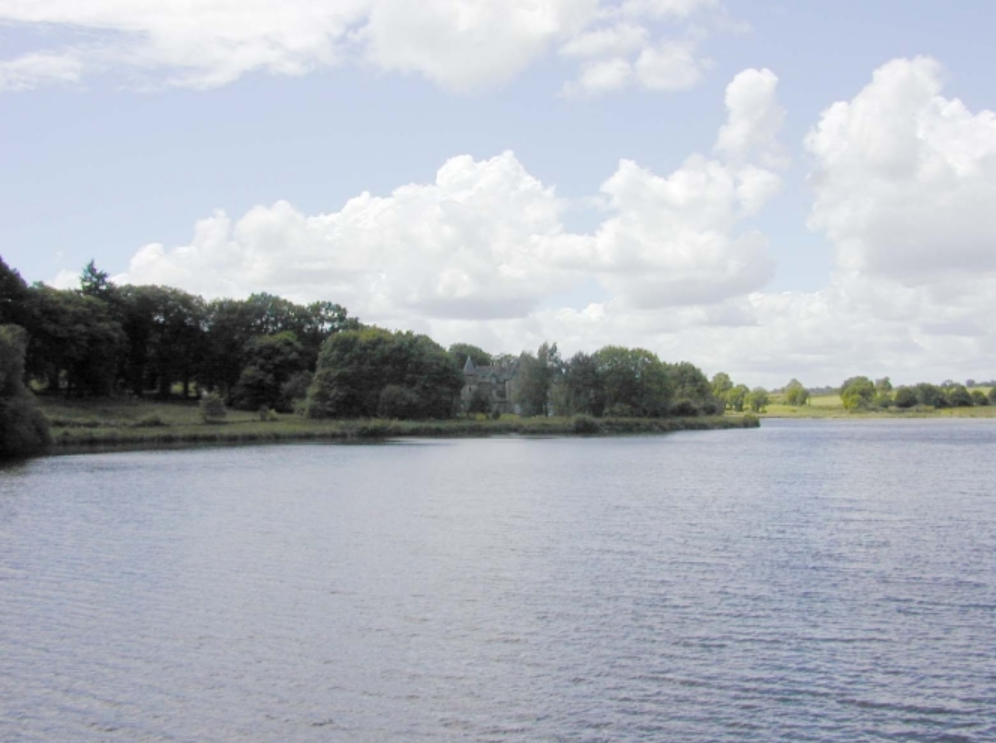
Château de Pont-Muzard vue de l’étang de la Chèze
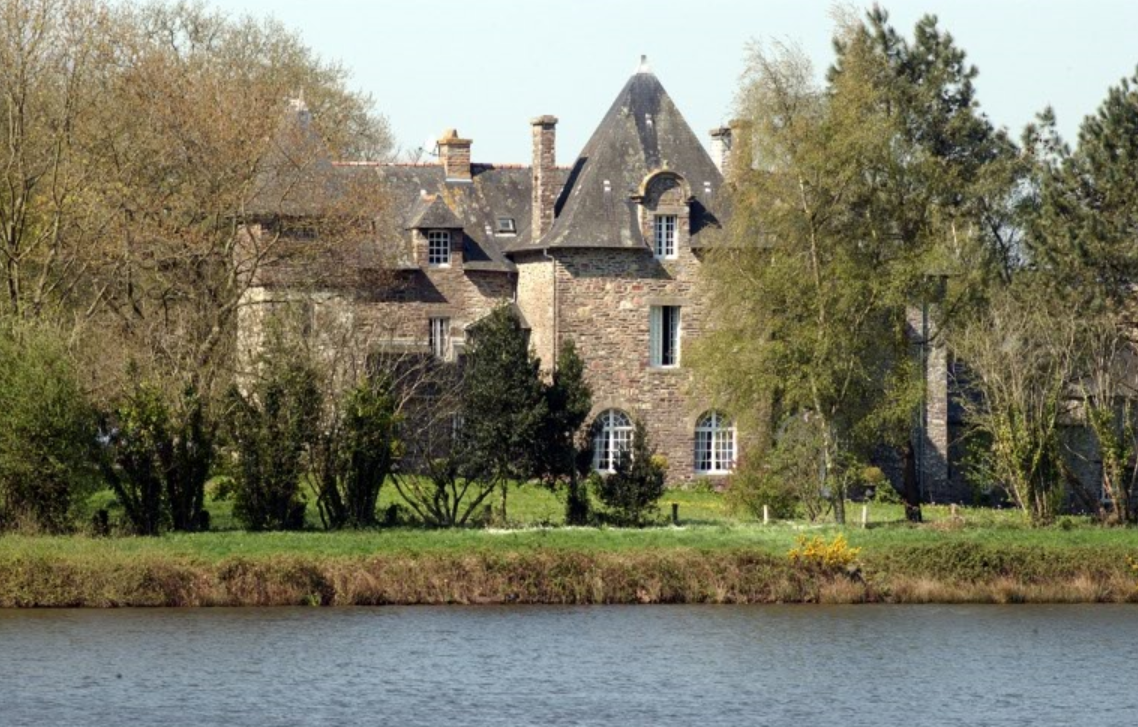
Vue générale du château de Pontmuzart